# Backbone (Biochemie)

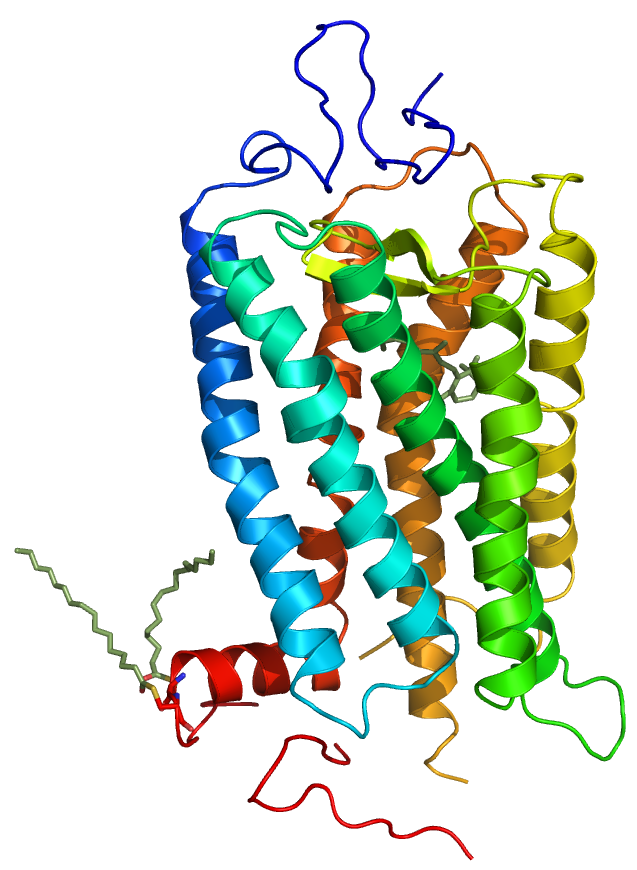
Backbone des bovinen Rhodopsins – das Makromolekül wird nicht mit allen Details gezeigt, lediglich dessen Grundgerüst, um die räumliche Struktur besser zu überschauen.

In der Chemie, insbesondere der Biochemie, sowie der Molekularbiologie versteht man unter einem Backbone (englisch backbone „Rückgrat“), einer Hauptkette oder einem Rückgrat eine durchgehende Reihe kovalent gebundener Atome, die als Kette das „Rückgrat“ eines Makromoleküls bilden. Nicht zum Backbone gehören die daran gebundenen Molekülanteile, beispielsweise Seitenketten.

## Proteine
Bei Proteinen verläuft das Backbone über die Peptidbindungen, die die Aminosäuren zur Polypeptidkette verknüpfen:
[H3N+–(CαR)–(C=O)–[NH–(CαRn)–(C=O)]n–O−

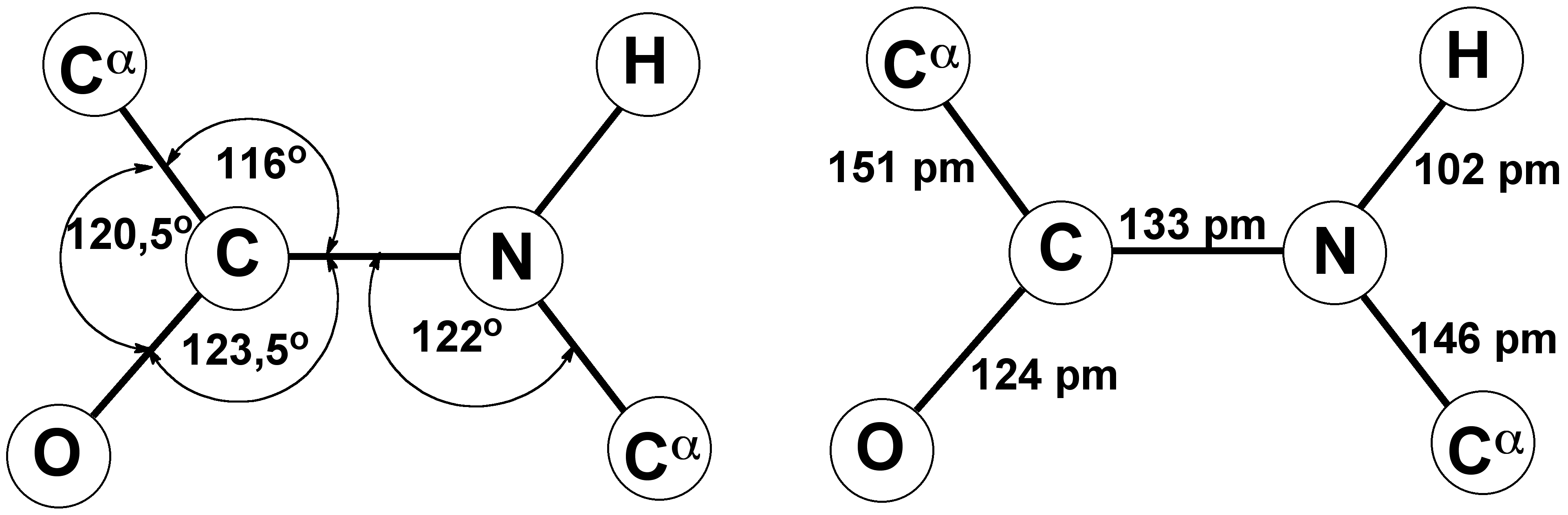
Bindungswinkel und Bindungslängen einer typischen trans-Peptidbindung.

Die Torsionswinkel des Backbones von Proteinen werden mit φ, ψ und ω bezeichnet; erstere beiden werden im Ramachandran-Plot dargestellt. Die Torsionswinkel in den Seitenketten werden vom Backbone ausgehend mit χ1, χ2 usw. bezeichnet.
Bei Darstellungen von Proteinen wird häufig nur der Verlauf des Backbones gezeigt, wobei Sekundärstrukturen oft verschiedenfarbig dargestellt werden (siehe Abbildung).

## Nukleinsäuren

Bei Nukleinsäuren wird das Backbone von Zucker (grau) und Phosphat (türkis) gebildet. Hieran sind die Nukleinbasen gebunden (C, G, A und U bei der hier gezeigten RNA).

Bei Nukleinsäuren wird das Backbone von den alternierend verknüpften Phosphorsäure- und Pentose-Untereinheiten gebildet. An dieses Rückgrat sind die Nukleinbasen jeweils über die Pentose gebunden.
Bei Ribonukleinsäure (RNA) bilden Atome der Phosphorsäure- und der Ribose-Untereinheiten das Backbone.
Bei Desoxyribonukleinsäure (DNA) bilden Atome der Phosphorsäure- und Desoxyribose-Untereinheiten das Backbone. Das doppelsträngige DNA-Molekül besitzt im Unterschied zu anderen Biopolymeren zwei gegenläufige Backbones.

## Polysaccharide
Alle Polysaccharide besitzen ein Backbone aus ihren Zucker-Untereinheiten. Bei unverzweigten Polysacchariden wie z. B. Cellulose trägt dieses Rückgrat keine Seitenketten.
Bei verzweigten Polysacchariden werden die Hauptkette des Rückgrats und die hieran gebundenen Seitenketten unterschieden:

Struktur eines Amylopektinpolymers

Amylopectin enthält eine Hauptkette aus 1,4-α-glycosidisch gebundenen D-Monosaccharid-Einheiten von Glucose und davon ausgehend an etwa jedem 25. Glucoserest eine α-1,6-glykosidisch verknüpfte Seitenkette.
Bei Glucomannanen besteht das Backbone aus 1,4-α-glycosidisch verknüpften D-Monosaccharid-Einheiten von Glucose und von Mannose deren Verhältnis je nach Pflanze variiert.

Struktur von Glykogen

Im Glykogen sind Glucosebausteine α-1,4-glykosidisch verknüpft, jeder 8. bis 12. dieser Glucosereste tragen zusätzlich eine Seitenkette an einer 1,6-glycosidische Verknüpfung. Da hier „Seitenketten“ und „Hauptkette“ gleichermaßen aufgebaut sind, kann das Gesamtmolekül eher als Netz denn als Backbone betrachtet werden.

Struktur von Xanthan

Bei Xanthan besteht das Backbone aus β-(1→4)-verknüpften D-Glucoseeinheiten. An jede zweite Glucoseeinheit ist α-(1→3)-glycosidisch eine β-D-Mannopyranosyl-(1→4)-β-D-glucuronopyranosyl-(1→2)-6-O-acetyl-α-D-mannopyranosyl-Seitenkette geknüpft.